# فاطمه سلطان (دختر احمد یکم)
فاطمه سلطان، (۱۶۰۷ استانبول – ۱۶۷۰ استانبول) دختر احمد یکم از همسرش ماه‌پیکر سلطان، خواهر عثمان دوم، مراد چهارم، ابراهیم یکم و عمه محمد چهارم بود. فاطمه و خواهرش عایشه به دلیل ازدواج‌های سیاسی‌ متعدد مشهور هستند.

## اوایل زندگی
فاطمه در سال ۱۶۰۷ متولد شد. اوسومین فرزند مشترک احمد یکم از همسر محبوبش ماه‌پیکر سلطان بود. او تا زمان مرگ پدرش در سال ۱۶۱۷ در کاخ توپکاپی زندگی می کرد، زمانی که مجبور شد به دنبال مادر و خواهرانش به اسکی سرای برود. در سال ۱۶۲۳، زمانی که برادر کوچکترش مراد چهارم سلطان جدید شد، به دربار بازگشت.

## ازدواج‌های سیاسی
در زمان سلطنت برادرش عثمان دوم در سال ۱۶۲۰ فاطمه با داماد علی پاشا ازدواج کرد. زمانی که همسرش در سال ۱۶۲۳ در جنگ با صفویان کشته شد بیوه شد. در زمان سلطنت برادرش مراد چهارم، فاطمه سلطان در سال ۱۶۲۴ با دریاسالار چاتالی حسن پاشا ازدواج کرد بعدا به‌ دلیل حمایت حسن پاشا از ماه‌پیکر سلطان، مراد این ازدواج را منحل کرد و طلاق فاطمه سلطان در سال ۱۶۲۷ داده شد. او از این ازدواج یک پسر داشت.
فاطمه سلطان چند ماه بعد در همان سال با کارا مصطفی پاشا والی مصر ازدواج کرد. او در سال ۱۶۲۸ بیوه شد، زمانی که کارا مصطفی پاشا توسط برادرش مراد به دلیل برخی اقدامات برخلاف قانون خدا اعدام شد. در سال ۱۶۳۰ با کانبولازاده مصطفی پاشا، ازدواج کرد که درسال ۱۶۳۶ به فرمان مراد اعدام شد. او از این ازدواج دو پسر داشت. پس از اعدام همسر چهارمش در سال ۱۶۳۷ با مقصود پاشا والی دیاربکر و پس از مرگ او در سال ۱۶۴۷ با کوجه یوسف پاشا ازدواج کرد. این ازدواج تا سال ۱۶۵۸ زمانی که پاشا فوت شد ادامه یافت.  
در سال ۱۶۴۳، در اوایل سلطنت برادرش ابراهیم یکم، فاطمه مانند خواهرانش، حداکثر دستمزد روزانه برای شاهزاده خانم‌ها،یعنی ۴۰۰ آسپر دریافت میکرد، در سال ۱۶۴۷، فاطمه به همراه دو خواهرش، عایشه سلطان و خانزاده سلطان هم‌چنین اسماخان سلطان، دختر مراد، مورد هجوم اهانت و انزجار از سوی ابراهیم قرار گرفتند. او زمین‌ها و جواهرات آن‌ها را گرفت سپس آن‌ها را به خدمت هماشاه سلطان، صیغه‌ای که با او ازدواج کرده بود، قرار داد، در حالی که او غذا می خورد، عایشه صابون، فاطمه لگن، خانزاده حوله و اسماخان پارچ آب را در دست داشتند که همسر سلطان با آن دست هایش را میشست. به دلیل عدم خدمت درست به هماشاه، سلطان آن‌ها را به کاخ ادرنه تبعید کرد.  
از مشهورترین ازدواج‌های فاطمه، ازدواج او با ملک احمد پاشا بود که قبلاً همسر برادرزاده‌اش، کایا سلطان بود، در سال ۱۶۶۲ ازدواج این دو به زور برخلاف میل هر دو طرف انجام شد، ملک احمد پاشا وزیر اعظم کوپرولو محمد پاشا را متهم کرد که برای مجازات او این ازدواج را ترتیب داده است. در شب عروسی، فاطمه تقاضای پولی را که برای خود و دربارش می‌خواست، به ملک احمد پاشا تقدیم کرد. او پاسخ داد که این مبلغ غیرممکن است، فاطمه پاسخ داد که طلاق تنها راه حل است و از او خواست که مهریه خود را که معادل یک سال مالیات مصر بود، به او برگرداند و طلاق انجام شد.
در ژوئن سال ۱۶۶۳، فاطمه با کانبور مصطفی پاشا، بیگلربیگی بغداد ازدواج کرد، پاشا پیشتر شوهر گوهرخان، خواهر فاطمه بود. پس از مرگ او در سال ۱۶۶۷ دیگر ازدواج نکرد. فاطمه سلطان در سال ۱۶۷۰ فوت شد و در مقبره پدرش احمد یکم در مسجد آبی دفن شد.